# Maria Magdalena Dumitrache
Maria Magdalena Dumitrache, född den 3 maj 1977 i Târgovişte i Rumänien, är en rumänsk roddare.
Hon tog OS-guld i åtta med styrman i samband med de olympiska roddtävlingarna 2000 i Sydney.